# Tipsport Superliga 2017/2018
Tipsport Superliga 2017/2018 byla 25. ročníkem nejvyšší mužské florbalové soutěže v Česku.
Od této sezóny byla liga rozšířena z 12 na 14 týmů. V základní části soutěže hrály týmy dvakrát každý s každým. Do play-off postoupilo prvních osm týmů. Poslední čtyři týmy hrály play-down o sestup. Tým Technology Florbal MB se 68 body stanovil nový rekord, který sám překonal o dva roky později.
Vítězem ročníku se stal poprvé tým Technology Florbal MB po porážce týmu 1. SC TEMPISH Vítkovice v Superfinále. Tím se Boleslav stala čtvrtým týmem v historii, který zvítězil v Superlize. Mistr předchozí sezóny, FAT PIPE Florbal Chodov, skončil na třetím místě.
Nováčky v této sezóně byly týmy TJ Znojmo LAUFEN CZ a Florbal Ústí (vítězové dvojitého finále 1. ligy v předchozí sezóně) a FBC 4CLEAN Česká Lípa (vítěz baráže proti týmu Kanonýři Kladno).
Tento ročník by úspěšný pro tým AC Sparta Praha, který postoupil do semifinále poprvé po 17 letech od sezóny 2000/2001, kdy skočil na druhém místě. Tým Sokol Pardubice poprvé v historii postoupil do play-off. Česká Lípa se hned ve své první superligové sezóně vyhnula play-down. Jiří Curney z boleslavského týmu překonal rekord Petra Skácela 511 bodů v základní části a ovládl bodování play-off.
Ústí svoji superligovou účast po prohře v play-down neobhájilo a sestoupilo hned v první sezóně zpět do 1. ligy. Tým byl v následující sezóně 2018/2019 nahrazen vítězem tohoto ročníku 1. ligy, týmem TJ Sokol Královské Vinohrady, který se do Superligy vrátil po dvou letech v 1. lize.

## Základní část
V základní části se všechny týmy dvakrát utkaly každý s každým. Po skončení základní části postoupilo prvních osm týmů do play-off. Poslední čtyři týmy základní části (11. až 14. místo) se spolu utkaly v play-down.
| Poř. | Tým                           | Z  | V  | VP | PP | P  | VG  | OG  | B  |
| ---- | ----------------------------- | -- | -- | -- | -- | -- | --- | --- | -- |
| 1.   | Technology Florbal MB         | 26 | 22 | 0  | 2  | 2  | 208 | 104 | 68 |
| 2.   | FAT PIPE Florbal Chodov       | 26 | 21 | 2  | 0  | 3  | 211 | 107 | 67 |
| 3.   | 1. SC TEMPISH Vítkovice       | 26 | 18 | 5  | 0  | 3  | 186 | 120 | 64 |
| 4.   | FbŠ Bohemians                 | 26 | 13 | 3  | 2  | 8  | 163 | 137 | 47 |
| 5.   | ACEMA Sparta Praha            | 26 | 12 | 4  | 3  | 7  | 155 | 134 | 47 |
| 6.   | Hu-Fa Panthers Otrokovice     | 26 | 13 | 1  | 6  | 6  | 138 | 106 | 47 |
| 7.   | Tatran Teka Střešovice        | 26 | 8  | 5  | 3  | 10 | 145 | 138 | 37 |
| 8.   | Sokol Pardubice               | 26 | 9  | 2  | 3  | 12 | 124 | 142 | 34 |
| 9.   | FBC ČPP Bystroň Group Ostrava | 26 | 8  | 3  | 2  | 13 | 132 | 163 | 32 |
| 10.  | FBC 4CLEAN Česká Lípa         | 26 | 6  | 2  | 2  | 16 | 119 | 196 | 24 |
| 11.  | FBC Liberec                   | 26 | 4  | 4  | 4  | 14 | 153 | 190 | 24 |
| 12.  | TJ Znojmo LAUFEN CZ           | 26 | 6  | 1  | 3  | 16 | 119 | 180 | 23 |
| 13.  | itelligence Bulldogs Brno     | 26 | 3  | 2  | 4  | 17 | 108 | 155 | 17 |
| 14.  | Florbal Ústí                  | 26 | 2  | 3  | 3  | 18 | 101 | 190 | 15 |

## Vyřazovací boje
Čtvrtfinále a semifinále se hrály na čtyři vítězné zápasy. Ve finále (zvaném Superfinále) se hrál jen jeden zápas.

### Pavouk
|  | Čtvrtfinále (na zápasy)   | Čtvrtfinále (na zápasy) |                         |   | Semifinále (na zápasy) | Semifinále (na zápasy) |  |  | Superfinále (skóre) | Superfinále (skóre) |
|  |                           |                         |                         |   |                        |                        |  |  |                     |                     |
|  |                           |                         |                         |   |                        |                        |  |  |                     |                     |
|  | Technology Florbal MB     | 4                       |                         |   |                        |                        |  |  |                     |                     |
|  | Technology Florbal MB     | 4                       |                         |   |                        |                        |  |  |                     |                     |
|  | Sokol Pardubice           | 0                       |                         |   |                        |                        |  |  |                     |                     |
|  | Sokol Pardubice           | 0                       | Technology Florbal MB   | 4 |                        |                        |  |  |                     |                     |
|  |                           |                         | Technology Florbal MB   | 4 |                        |                        |  |  |                     |                     |
|  |                           | ACEMA Sparta Praha      | 0                       |   |                        |                        |  |  |                     |                     |
|  | FbŠ Bohemians             | ACEMA Sparta Praha      | 0                       | 1 |                        |                        |  |  |                     |                     |
|  | FbŠ Bohemians             |                         |                         | 1 |                        |                        |  |  |                     |                     |
|  | ACEMA Sparta Praha        | 4                       |                         |   |                        |                        |  |  |                     |                     |
|  | ACEMA Sparta Praha        | 4                       | Technology Florbal MB   | 6 |                        |                        |  |  |                     |                     |
|  |                           |                         | Technology Florbal MB   | 6 |                        |                        |  |  |                     |                     |
|  |                           | 1. SC TEMPISH Vítkovice | 5                       |   |                        |                        |  |  |                     |                     |
|  | FAT PIPE Florbal Chodov   | 1. SC TEMPISH Vítkovice | 5                       | 4 |                        |                        |  |  |                     |                     |
|  | FAT PIPE Florbal Chodov   |                         |                         | 4 |                        |                        |  |  |                     |                     |
|  | Hu-Fa Panthers Otrokovice | 0                       |                         |   |                        |                        |  |  |                     |                     |
|  | Hu-Fa Panthers Otrokovice | 0                       | FAT PIPE Florbal Chodov | 1 |                        |                        |  |  |                     |                     |
|  |                           |                         | FAT PIPE Florbal Chodov | 1 |                        |                        |  |  |                     |                     |
|  |                           | 1. SC TEMPISH Vítkovice | 4                       |   |                        |                        |  |  |                     |                     |
|  | 1. SC TEMPISH Vítkovice   | 1. SC TEMPISH Vítkovice | 4                       | 4 |                        |                        |  |  |                     |                     |
|  | 1. SC TEMPISH Vítkovice   |                         |                         | 4 |                        |                        |  |  |                     |                     |
|  | Tatran Teka Střešovice    | 1                       |                         |   |                        |                        |  |  |                     |                     |
|  | Tatran Teka Střešovice    | 1                       |                         |   |                        |                        |  |  |                     |                     |

### Čtvrtfinále
První tři týmy si postupně zvolily soupeře pro čtvrtfinále z druhé čtveřice.
FAT PIPE Florbal Chodov – Hu-Fa Panthers Otrokovice 4 : 0 na zápasy – Zpráva
- 10. 3. 2018 16:30, Chodov – Otrokovice 7 : 2 (2:0, 4:1, 1:1)
- 11. 3. 2018 19:25, Chodov – Otrokovice 4 : 3 (1:2, 0:0, 3:1)
- 17. 3. 2018 19:30, Otrokovice – Chodov 4 : 5p (2:1, 1:3, 1:0, 0:0)
- 18. 3. 2018 17:00, Otrokovice – Chodov 3 : 6 (0:3, 2:1, 1:2)

1. SC TEMPISH Vítkovice – Tatran Teka Střešovice 4 : 1 na zápasy – Zpráva
- 10. 3. 2018 17:00, Vítkovice – Tatran 2 : 8 (0:2, 1:3, 1:3)
- 11. 3. 2018 18:00, Vítkovice – Tatran 4 : 3pn (1:2, 0:1, 2:0, 0:0)
- 17. 3. 2018 15:00, Tatran – Vítkovice 5 : 6p (0.2, 1:1, 4:2, 0:1)
- 18. 3. 2018 15:00, Tatran – Vítkovice 3 : 4p (1:0, 2:1, 0:2, 0:1)
- 20. 3. 2018 19:00, Vítkovice – Tatran 4 : 3p (0:1, 2:2, 1:0, 1:0)

FbŠ Bohemians – ACEMA Sparta Praha 1 : 4 na zápasy – Zpráva
- 10. 3. 2018 17:00, Bohemians – Sparta 5 : 4p (0:1, 2:2, 2:1, 1:0)
- 11. 3. 2018 17:00, Bohemians – Sparta 2 : 4 (1:2, 1:1, 0:1)
- 17. 3. 2018 17:03, Sparta – Bohemians 5 : 4 (2:1, 2:1, 1:2)
- 18. 3. 2018 17:02, Sparta – Bohemians 5 : 4p (1:0, 2:3, 1:1, 1:0)
- 20. 3. 2018 20:15, Bohemians – Sparta 4 : 5 (1:1, 1:3, 2:1)

Technology Florbal MB – Sokol Pardubice 4 : 0 na zápasy – Zpráva
- 10. 3. 2018 19:00, Boleslav – Pardubice 11 : 3 (3:0, 5:0, 3:3)
- 11. 3. 2018 16:00, Boleslav – Pardubice 10 : 1 (6:1, 1:0, 3:0)
- 17. 3. 2018 14:00, Pardubice – Boleslav 14 : 6 (2:0, 1:4, 1:2)
- 18. 3. 2018 19:40, Pardubice – Boleslav 14 : 9 (0:0, 2:4, 2:5)

### Semifinále
Nejlépe umístěný tým v základní části z postupujících do semifinále (Technology Florbal MB) si zvolil soupeře (ACEMA Sparta Praha) ze dvou nejhůře umístěných postupující týmů.
Technology Florbal MB – ACEMA Sparta Praha 4 : 0 na zápasy – Zpráva
- 31. 3. 2018 13:40, Boleslav – Sparta 5 : 2 (2:1, 3:1, 0:0)
- 01. 4. 2018 15:00, Boleslav – Sparta 5 : 3 (4:1, 1:1, 0:1)
- 18. 4. 2018 17:00, Sparta – Boleslav 3 : 4pn (2:1, 1:2, 0.0, 0:0)
- 10. 4. 2018 19:00, Sparta – Boleslav 2 : 3p (0.1, 2:1, 0:0, 0:1)

FAT PIPE Florbal Chodov – 1. SC TEMPISH Vítkovice 1 : 4 na zápasy – Zpráva
- 01. 4. 2018 18:00, Chodov – Vítkovice 5 : 6 (2:2, 1:1, 2:3)
- 12. 4. 2018 20:15, Chodov – Vítkovice 3 : 7 (0:3, 0:0, 3:4)
- 17. 4. 2018 17:00, Vítkovice – Chodov 7 : 6p (3:2, 1:3, 2:1, 1:0)
- 18. 4. 2018 17:00, Vítkovice – Chodov 4 : 5pn (2:0, 2:2, 0:2, 0:0)
- 10. 4. 2018 18:30, Chodov – Vítkovice 4 : 5p (3:1, 1:1, 0:2, 0:1)

### Superfinále
O mistru Superligy rozhodl jeden zápas tzv. Superfinále 21. dubna 2018 v Ostravar Aréně v Ostravě. Zápas sledovalo 8 191 diváků.
Technology Florbal MB – 1. SC TEMPISH Vítkovice 6 : 5p (2:3, 1:0, 2:2, 1:0) – Zpráva

## Boje o udržení
Hrály 12. s 13. a 11. s 14. po základní části. Vítězové z 1. kola zůstali v Superlize, poražení hráli 2. kolo.

### Pavouk
|  | 1. kolo (na zápasy)       | 1. kolo (na zápasy) |                           |   | 2. kolo (na zápasy) | 2. kolo (na zápasy) |
|  |                           |                     |                           |   |                     |                     |
|  |                           |                     |                           |   |                     |                     |
|  | FBC Liberec               | 4                   |                           |   |                     |                     |
|  | FBC Liberec               | 4                   |                           |   |                     |                     |
|  | Florbal Ústí              | 3                   |                           |   |                     |                     |
|  | Florbal Ústí              | 3                   | itelligence Bulldogs Brno | 4 |                     |                     |
|  |                           |                     | itelligence Bulldogs Brno | 4 |                     |                     |
|  |                           | Florbal Ústí        | 2                         |   |                     |                     |
|  | TJ Znojmo LAUFEN CZ       | Florbal Ústí        | 2                         | 4 |                     |                     |
|  | TJ Znojmo LAUFEN CZ       |                     |                           | 4 |                     |                     |
|  | itelligence Bulldogs Brno | 3                   |                           |   |                     |                     |

### 1. kolo
FBC Liberec – Florbal Ústí 4 : 3 na zápasy – Zpráva
- 10. 3. 2018 17:00, Liberec – Ústí 5 : 3 (0:0, 2:1, 3:2)
- 11. 3. 2018 17:00, Liberec – Ústí 8 : 4 (4:2, 2:0, 2:0)
- 17. 3. 2018 13:00, Ústí – Liberec 6 : 5 (1:2, 1:0, 4:3)
- 18. 3. 2018 14:00, Ústí – Liberec 5 : 4 (0:1, 3:0, 2:3)
- 20. 3. 2018 19:00, Liberec – Ústí 6 : 3 (1:0, 3:2, 2:1)
- 22. 3. 2018 19:30, Ústí – Liberec 9 : 5 (4:3, 3:1, 2:1)
- 24. 3. 2018 19:00, Liberec – Ústí 5 : 4pn (2:1, 0:2, 2:1, 0:0)

TJ Znojmo LAUFEN CZ – itelligence Bulldogs Brno 4 : 3 na zápasy – Zpráva
- 10. 3. 2018 18:00, Znojmo – Bulldogs 4 : 7 (0:2, 4:2, 0:3)
- 11. 3. 2018 17:00, Znojmo – Bulldogs 2 : 1 (1.1, 0:0, 1:0)
- 17. 3. 2018 20:00, Bulldogs – Znojmo 5 : 6p (1:1, 3:1, 1:3, 0:0)
- 18. 3. 2018 17:00, Bulldogs – Znojmo 7 : 4 (1:2, 0:1, 6:1)
- 20. 3. 2018 19:00, Znojmo – Bulldogs 5 : 3 (2:0, 1:1, 2:2)
- 22. 3. 2018 20:00, Bulldogs – Znojmo 5 : 4p (1:2, 1:1, 2:1, 1:0)
- 24. 3. 2018 20:00, Znojmo – Bulldogs 4 : 3p (1:1, 0:0, 2:2, 1:0)

### 2. kolo
Hráli poražení z prvního kola. Vítěz hrál baráž a poražený sestoupil do 1. ligy.
itelligence Bulldogs Brno – Florbal Ústí 4 : 2 na zápasy – Zpráva
- 31. 3. 2018 20:00, Bulldogs – Ústí 1 : 3 (0:2, 0:1, 1:0)
- 01. 4. 2018 17:00, Bulldogs – Ústí 6 : 4 (1:2, 1:0, 4:2)
- 17. 4. 2018 20:15, Ústí – Bulldogs 2 : 4 (1:0, 0:2, 1:2)
- 18. 4. 2018 17:15, Ústí – Bulldogs 3 : 6 (1:2, 1:1, 1:3)
- 10. 4. 2018 20:00, Bulldogs – Ústí 3 : 4p (0:1, 1:1, 2:1, 0:1)
- 12. 4. 2018 20:00, Ústí – Bulldogs 4 : 5pn (0:2, 0:1, 4:1, 0:0)

### Baráž
Vítěz hrál v další sezóně Superligu a poražený 1. ligu.
itelligence Bulldogs Brno – Florbal Perges Havířov 3 : 1 na zápasy – Zpráva
- 22. 4. 2018 18:00, Bulldogs – Havířov 8 : 6 (2.2, 1:3, 5:1)
- 28. 4. 2018 18:00, Havířov – Bulldogs 3 : 4 (1:1, 2:3, 0:0)
- 29. 4. 2018 16:00, Havířov – Bulldogs 5 : 4 (1:0, 3:1, 1:3)
- 05. 5. 2018 17:00, Bulldogs – Havířov 12 : 5 (2:2, 4:1, 6:2)

## Konečné pořadí
| Pořadí           | Tým                           |
| ---------------- | ----------------------------- |
| Zlatá medaile    | Technology Florbal MB         |
| Stříbrná medaile | 1. SC TEMPISH Vítkovice       |
| Bronzová medaile | FAT PIPE Florbal Chodov       |
| 4.               | ACEMA Sparta Praha            |
| 5.               | FbŠ Bohemians                 |
| 6.               | Hu-Fa Panthers Otrokovice     |
| 7.               | Tatran Teka Střešovice        |
| 8.               | Sokol Pardubice               |
| 9.               | FBC ČPP Bystroň Group Ostrava |
| 10.              | FBC 4CLEAN Česká Lípa         |
| 11.              | FBC Liberec                   |
| 12.              | TJ Znojmo LAUFEN CZ           |
| 13.              | itelligence Bulldogs Brno     |
| 14.              | Florbal Ústí                  |

## Nejužitečnější hráči
Nejužitečnějšími hráči Superligy byli zvoleni:
1. Lukáš Hájek (1. SC TEMPISH Vítkovice)
2. Jiří Curney (Technology Florbal MB)
3. Tomáš Sýkora (FAT PIPE Florbal Chodov)